# Niels van der Zwan
Cornelis Pieter van der Zwan –conocido como Niels van der Zwan– (La Haya, 25 de junio de 1967) es un deportista neerlandés que compitió en remo.
Participó en tres Juegos Olímpicos de Verano, obteniendo una medalla de oro en Atlanta 1996, en la prueba de ocho con timonel, el quinto lugar en Barcelona 1992 (cuatro sin timonel) y el octavo en Sídney 2000 (ocho con timonel).
Ganó tres medallas de plata en el Campeonato Mundial de Remo entre los años 1990 y 1995.

## Palmarés internacional
| Juegos Olímpicos   | Juegos Olímpicos              | Juegos Olímpicos | Juegos Olímpicos   |
| Año                | Lugar                         | Medalla          | Prueba             |
| ------------------ | ----------------------------- | ---------------- | ------------------ |
| 1996               | Atlanta (Estados Unidos)      | Medalla de oro   | Ocho con timonel   |
| Campeonato Mundial |                               |                  |                    |
| Año                | Lugar                         | Medalla          | Prueba             |
| 1990               | Tasmania (Australia)          | Medalla de plata | Cuatro sin timonel |
| 1994               | Indianápolis (Estados Unidos) | Medalla de plata | Ocho con timonel   |
| 1995               | Tampere (Finlandia)           | Medalla de plata | Ocho con timonel   |